# Velký Radkov
Velký Radkov je malá vesnice, část města Rejštejn v okrese Klatovy v Plzeňském kraji. Nachází se asi dva kilometry severozápadně od Rejštejna. Je zde evidováno 18 adres. V roce 2021 zde trvale žilo 9 obyvatel.
Velký Radkov leží v katastrálním území Velký Radkov I o rozloze 1,23 km² a Velký Radkov II o rozloze 2,55 km².

## Historie
První písemná zmínka o vesnici pochází z roku 1542.

## Obyvatelstvo
| Rok            | 1869 | 1880 | 1890 | 1900 | 1910 | 1921 | 1930 | 1950 | 1961 | 1970 | 1980 | 1991 | 2001 | 2011 | 2021 |
| -------------- | ---- | ---- | ---- | ---- | ---- | ---- | ---- | ---- | ---- | ---- | ---- | ---- | ---- | ---- | ---- |
| Počet obyvatel | 222  | 226  | 229  | 210  | 195  | 201  | 214  | 77   | 51   | 26   | 2    | 1    | 0    | 1    | 9    |
| Počet domů     | 31   | 30   | 29   | 29   | 29   | 28   | 29   | 26   | 26   | 6    | 2    | 7    | 11   | 11   | 11   |

## Obecní správa
Při sčítání lidu v letech 1850–1959 Velký Radkov byl osadou obce Vatětice v okrese Sušice. Od roku 1960 je částí města Rejštejn v okrese Klatovy.

## Pamětihodnosti a zajímavosti
- Domy ve vsi jsou z menší či větší části roubené
- Kaplička jihovýchodně od vsi směrem ke Klášterskému Mlýnu
- Sluneční hodiny na domě čp. 11
- Křížek na kraji vsi
- Radkovská pec, zvaná také Smolná, mezi Velkým a Malým Radkovem
- Památné stromy Lípa na Wunderbachu a Smrk na Stimlingu